# Palastmuseum Wilanów

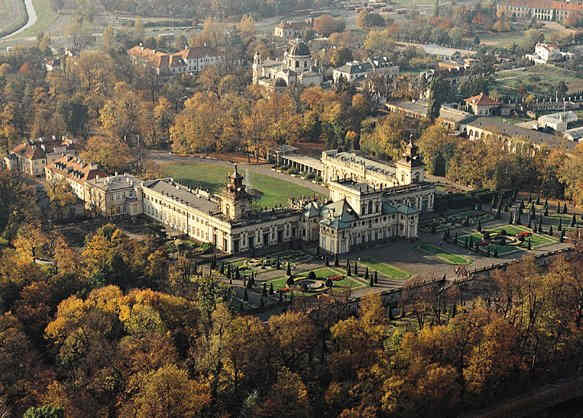
Palastmuseum Wilanów

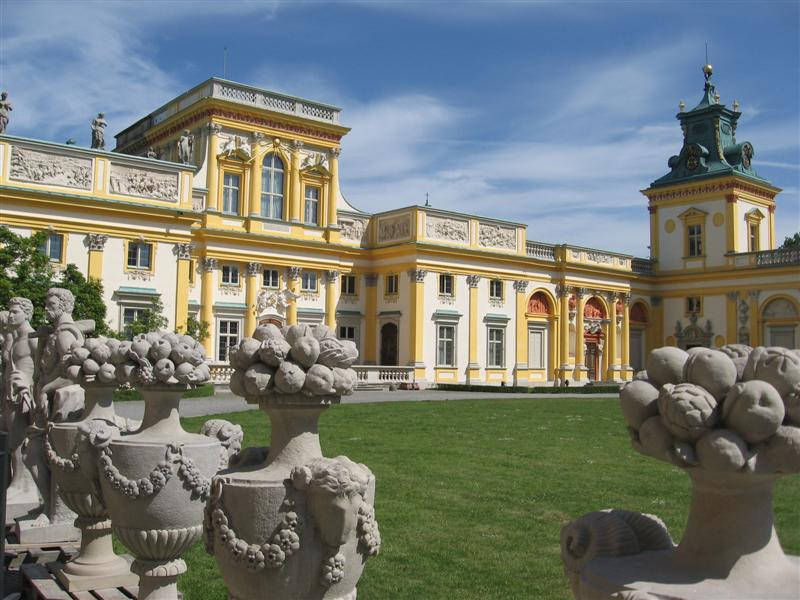
Palastmuseum Wilanów

Das Palastmuseum Wilanów (poln. Muzeum Pałacu Króla Jana III w Wilanowie, bis 2003 Muzeum Pałac w Wilanowie) ist ein Museum in der Residenz des Königs Jan III. Sobieski im Warschauer Stadtteil Wilanów. Bis 1995 stellte es eine Zweigstelle des Nationalmuseums Warschau dar, seitdem ist es eine selbstständige Kultureinrichtung.
Den Grundstein der Sammlungen bildet die Sammlung von Stanisław Kostka Potocki, die er dem polnischen Volke 1805 vermachte. Zum Palast gehört eine Parkanlage von 89 Hektar mit einem Teich sowie die historischen Gebäude mit Küche, Wachstube, Pferdestall, das Gärtnerhaus, die römische Brücke u. a.
Das auf dem Parkgelände befindliche Plakatmuseum wurde 1968 als Zweigstelle des Nationalmuseums Warschau eröffnet.
Seit 2006 ist das Palastmuseum Wilanów Mitglied des internationalen Verbandes der Königsresidenzen (European Royal Residences).